# قارچ گوش‌ژله‌ای
قارچ گوش ژله‌ای (نام علمی: Auricularia auricula-judae) نام یک گونه از تیره قارچ‌های گوش‌مانند است.